# Jakob von Fitting

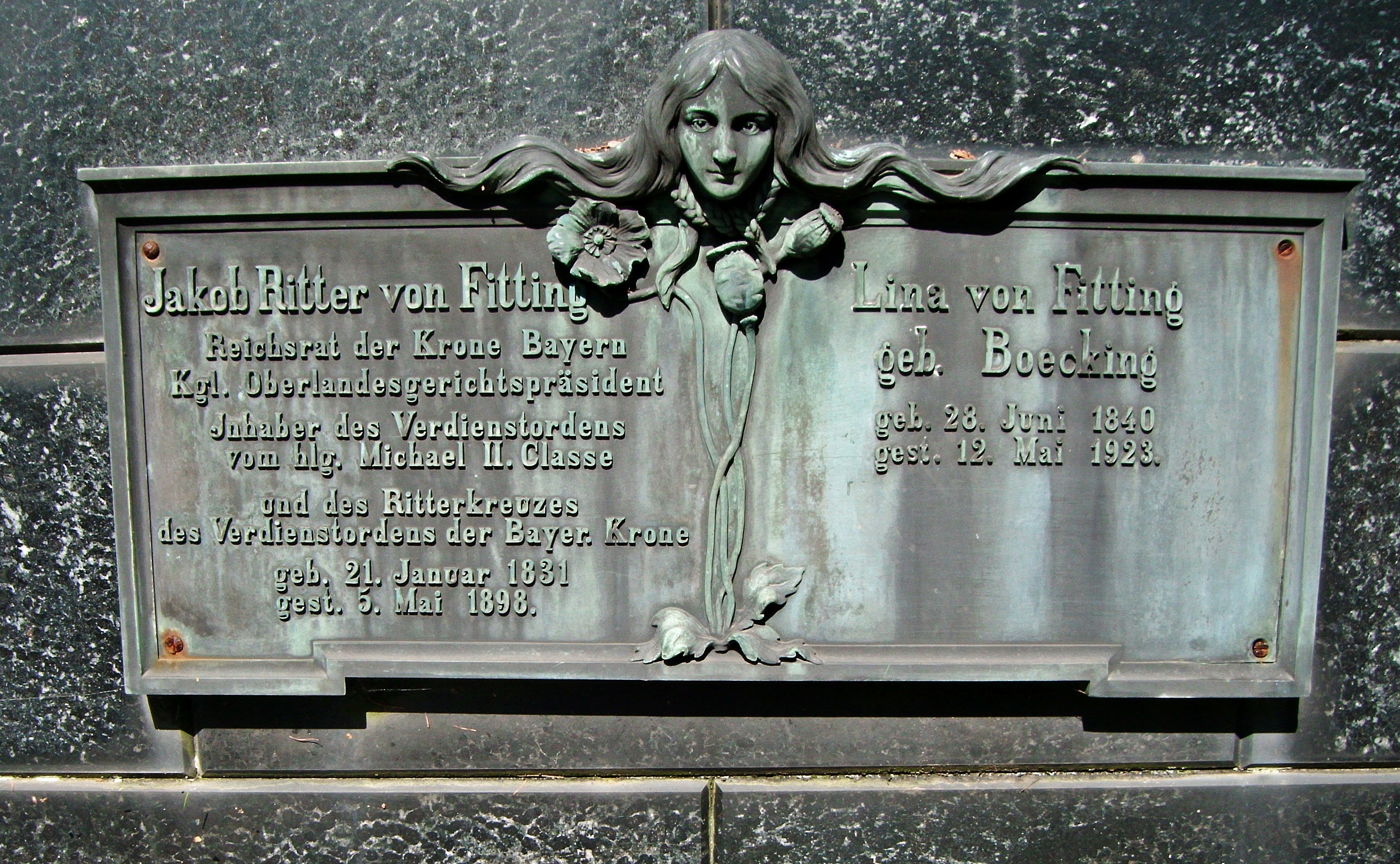
Grabinschrift

Jakob Fitting, ab 1886 Ritter von Fitting, (* 21. Januar 1831 in Tiefenthal (Pfalz); † 5. Mai 1898 in Zweibrücken) war ein bayerischer Justizbeamter und Reichsrat der Krone Bayerns.

## Leben und Wirken
Er war der Sohn eines Landwirtes und Ortsbürgermeisters im vorderpfälzischen Tiefenthal. Fitting besuchte die von dem Pestalozzischüler Heinrich Dittmar geleitete Lateinschule in Grünstadt,  später das Gymnasium Zweibrücken.   Danach studierte er seit 1848 Jura in Heidelberg, München sowie Würzburg, legte das Staatsexamen ab und trat 1855 in den Justizdienst des Königreichs Bayern.
1866 avancierte Jakob Fitting zum Bezirksrichter, 1871 zum Ersten Staatsanwalt in Kaiserslautern. 1875 wurde er Rat am Appellationsgericht Zweibrücken, 1878 am dortigen Handelsappellationsgericht, 1879 Oberstaatsanwalt am Oberlandesgericht, 1890 hier Senatspräsident und am 30. April 1896 Präsident des Pfälzischen Oberlandesgerichtes Zweibrücken. Er war damit oberster Justizbeamter in der bayerischen Rheinpfalz geworden.
1886 erhielt der Jurist das Ritterkreuz des Verdienstordens der Bayerischen Krone, womit der persönliche Adelsstand verbunden war, in den er mit Datum vom 4. Februar des Jahres erhoben wurde. Er nannte sich seither Jakob Ritter von Fitting. Am 10. Oktober 1897 berief Prinzregent Luitpold von Bayern den Justizfachmann zum lebenslangen Reichsrat der Krone Bayerns. Überdies trug er das Ritterkreuz II. Klasse des Verdienstordens vom Heiligen Michael.

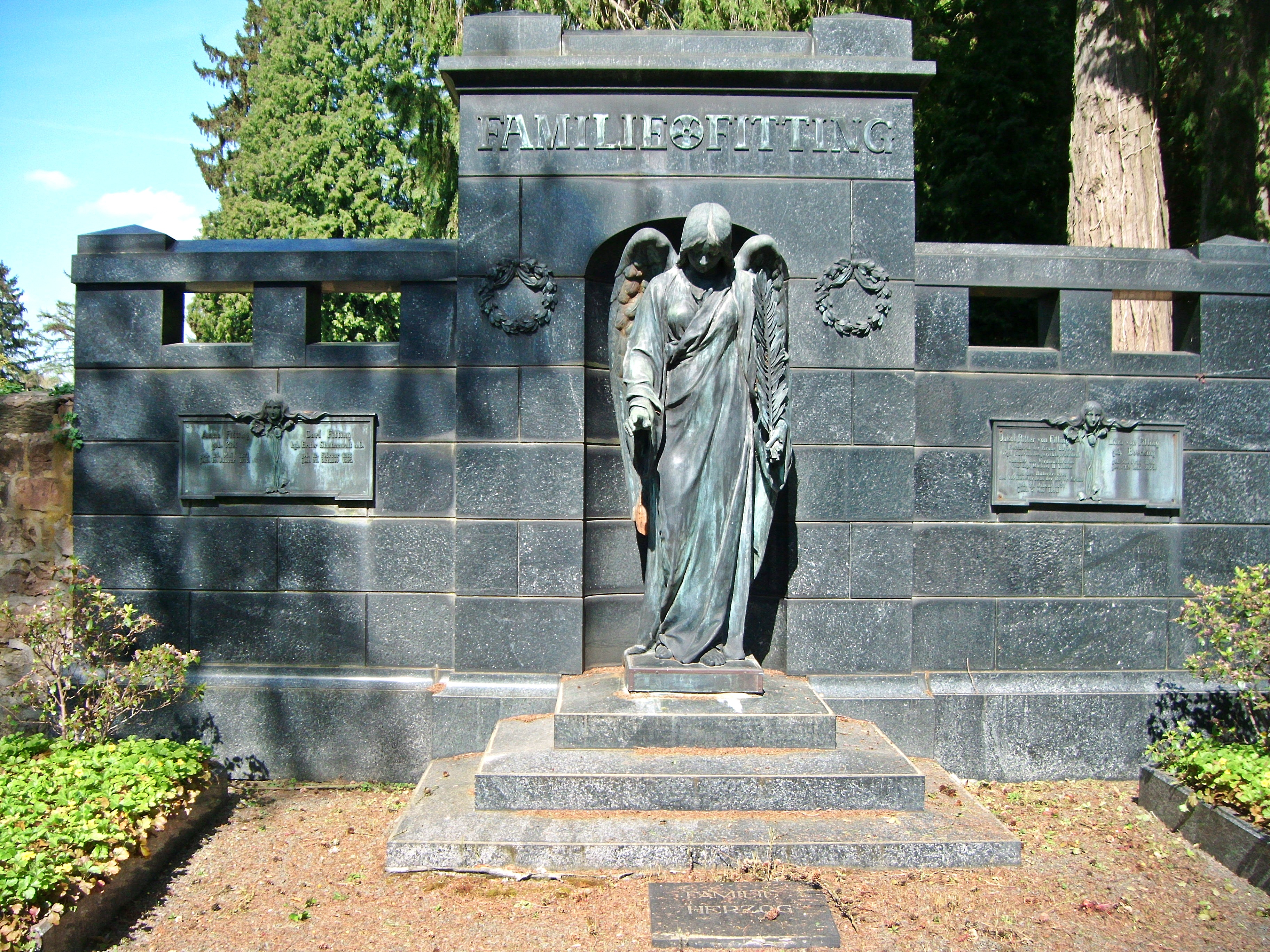
Grabanlage auf dem Hauptfriedhof Zweibrücken

Fitting galt als Fachmann in Zivil- und Verwaltungsrecht. Besonders war er in seinem Amtsbereich an den Vorbereitungen zur allgemeinen Einführung des Bürgerlichen Gesetzbuches beteiligt, die 1900 erfolgte. Schon 1875 hatte er einen mehrfach aufgelegten Kommentar zum Personenstandsgesetz verfasst.
Laut Nachruf starb Jakob von Fitting plötzlich, zu später Stunde, über seiner Arbeit.
Er wurde auf dem Hauptfriedhof Zweibrücken beigesetzt, wo seine Grabanlage eine der aufwändigsten ist.
Verheiratet war der Jurist mit Lina Boecking (1840–1923), ihr Sohn Karl Fitting (1866–1925) amtierte als Erster Staatsanwalt.